# The First Born (film 1921)
The First Born è un film muto del 1921 diretto da Colin Campbell.

## Trama
Il barcaiolo Chan Wang è costretto a sposare Chan Lee perché Loey Tsing, la fanciulla di cui è innamorato, è stata venduta a Kuey Lar, un ricco mercante di San Francisco. Dal matrimonio, nasce un bambino. A San Francisco, Wang rivede l'ex fidanzata, suscitando la gelosia di Lar che attira a casa sua Chan Lee e il figlio. Il piccolo cade da una finestra, restando ucciso. Per vendicare la morte del bambino, Wang uccide Lar. Insieme a Loey Tsing, il barcaiolo torna nella sua terra natia.

## Produzione
Il film fu prodotto dalla Hayakawa Feature Play Company.

## Distribuzione
Distribuito dalla Robertson-Cole Distributing Corporation, il film uscì nelle sale cinematografiche degli Stati Uniti il 30 gennaio 1921.
Copia delle pellicola viene conservata negli archivi del National Film and Television Archive of the British Film Institute.